# Herrndorf (Halsbrücke)
Herrndorf ist ein zum Ortsteil Hetzdorf gehöriger Gemeindeteil der Gemeinde Halsbrücke im Landkreis Mittelsachsen (Freistaat Sachsen). Er wurde am 1. April 1948 nach Hetzdorf eingemeindet und kam mit diesem am 1. März 1994 zur Gemeinde Niederschöna und am 1. Januar 2006 zur Gemeinde Halsbrücke.

## Geografie

### Lage
Herrndorf grenzt an die nordwestliche Seite des Tharandter Waldes (Gemarkung Grillenburg). Der Ort liegt im Tal des Hetzbachs, einem Zufluss der Triebisch. Herrndorf bildet den nordöstlichen, unteren Ortsteil der Ortschaft Hetzdorf, in den Herrndorf nahtlos übergeht.

### Nachbarorte
| Hutha        | Mohorn                                      | Grund       |
| Wüsthetzdorf | Kompassrose, die auf Nachbargemeinden zeigt | Grillenburg |
| Hetzdorf     | Grillenburg                                 | Grillenburg |

## Geschichte
Herrndorf wurde im Jahr 1523 als „Herndorff“ erwähnt. Im Gegensatz zu Hetzdorf gehörte Herrndorf, wie auch Erlicht (als Exklave), bis 1856 zum kursächsischen bzw. königlich-sächsischen Amt Grillenburg.
1856 wurde Herrndorf dem Gerichtsamt Freiberg und 1875 der Amtshauptmannschaft Freiberg angegliedert. Zu dieser Zeit gehörten die westlich gelegenen Orte Hutha und Erlicht politisch zur Gemeinde Herrndorf.
Am 1. April 1948 wurde die Gemeinde Herrndorf nach Hetzdorf eingemeindet. Durch die zweite Kreisreform in der DDR kam Herrndorf als Teil der Gemeinde Hetzdorf im Jahr 1952 zum Kreis Freiberg im Bezirk Chemnitz (1953 in Bezirk Karl-Marx-Stadt umbenannt), der ab 1990 als sächsischer Landkreis Freiberg fortgeführt wurde und 2008 im Landkreis Mittelsachsen aufging.
Am 1. März 1994 wurde die Gemeinde Hetzdorf mit ihren Ortsteilen nach Niederschöna eingemeindet. Diese Gemeinde wurde wiederum am 1. Januar 2006 nach Halsbrücke eingemeindet. Während Erlicht heute als eigenständiger Ortsteil der Gemeinde Halsbrücke gilt, wird Herrndorf zum Ortsteil Hetzdorf gezählt.